# MrBeast
James Stephen Donaldson (Wichita, 7. svibnja 1998.), poznat kao MrBeast ili Jimmy, američki je youtuber, poduzetnik i filantrop. Njegova djela uključuju razne vrste kreativnih ideja, podviga i izazova.
Tijekom svoje karijere na YouTubeu MrBeast je osvojio razne nagrade među kojima su Streamy Awards, Kids' Choice Awards i Annual Shorty Awards. Također je postavio nekoliko  Guinnessovih svjetskih rekorda.

## Životopis

### Rani život
James Stephen Donaldson rođen je 7. svibnja 1998. u Wichiti, Kansas (SAD). Odrastao je u Greenvilleu, Sjevernoj Karolini sa svojim bratom CJ-om, a započeo svoju karijeru na YouTubeu u 2012. u dobi od 13 godina, a korisničko ime tada mu je bilo "MrBeast6000". Njegovi roditelji su dugo radili i služili su u vojsci, a 2007. su se rastavili. U 2016. James Donaldson diplomirao je na Grenvillskoj kršćanskoj akademiji, a nakon toga je pohađao Sveučilište Istočne Karoline koje je napustio kako bi se posvetio svojoj karijeri na YouTubeu. Njegova majka ga je radi toga izbacila iz kuće jer je smatrala da odbacivanje škole nije smjer kojime je trebao krenuti.

## Karijera na YouTubeu

### Početak karijere
Kao većina drugih youtubera u to vrijeme je i on sebe snimao (bez kamere) kako igra videoigre, ali je stvarao i drugačije videozapise gdje procjenjuje bogatstvo drugih youtubera. Kasnije je stvarao izazove kao što je govorenje imena poznatih youtubera 100.000 puta (Logan Paul i PewDiePie), komentiranje drame na YouTubeu i davanje savjeta drugim youtuberima. Nakon što je njegov YouTube kanal postao popularan, MrBeast pozvao je svoje prijatelje iz djetinjstva kako bi mu pomogli u stvaranju novog sadržaja.
Tijekom suparništva PewDiePiea i T-Series u 2018., MrBeast je došao u pomoć tada najpretplaćenijem youtuberu PewDiePie kupnjom plakata, televizijskih i radijskih reklama. Time je MrBeast pomogao ubrzati uspon pretplatnika PewDiePieu čime mu je usporio neizbježan pad, a u 2023. MrBeast je i sam preskočio PewDiePiea po broju pretplatnika. 
U ožujku 2019. organizirao je natjecanje tipa battle royale u Los Angelesu s nagradom od 200.000 tisuća dolara, a ukupno su bile dvije bitke koje su donosile 100.000 tisuća dolara svaka.
MrBeast je optužen za korištenje krivotvorenog novca u svom videju pod nazivom "I Opened A FREE BANK", objavljenom 23. studenog 2019. Kasnije je objasnio da je koristio lažni novac kako bi izbjegao zabrinutost za sigurnost sudionika i da su sudionici nakon snimanja dobili prave čekove.

### Squid Game
U 2021. MrBeast objavio je novi video "$456,000 Squid Game In Real Life!" što je rekreacija dramske televizijske serije Igra lignje u stvarnome svijetu. Natjecalo se 456 ljudi za 456.000 tisuća dolara nagrade, a uz to je postao i najpregledaniji video koji je MrBeast objavio s 488 milijuna pregleda u 2023. Za razliku od televizijske serije, ova parodija nije uključivala smrt drugih ljudi, već su oni samo bili izbačeni s natjecanja kada bi izgubili.

## Feastables
Kao većina današnjih youtubera, MrBeast je stvorio svoju vlastitu marku. Njegova marka čokolada zove se "MrBeast Bars", a prodaje se u Sjevernoj Americi i Europi, a kompanija zadužna za njenu proizvodnju je Feastables. U početku su bile dostupne samo tri vrste okusa čokolade (original, badem i kvinoja), a uz to su bile i razne nagrade za kupce čokoladi kao što je mogućnost natjecanja za dobitak tvornice čokolade.Kasnije je objavljen video u vezi tog natjecanja, a Gordon Ramsay je kušao MrBeastovu čokoladu i odredio da nije bolja od čokolade koja vrijedi 400 dolara.

## Osobni život
U lipnju 2023. bio je pozvan na ekspediciju u svrhu gledanja olupine Titanka na dnu oceana u podvodnom vozilu Titan koje je napravio OceanGate. Ponudu je odbio, a podvodno vozilo kasnije je implodiralo čime je preminula cijela posada.

## Čovjekoljublje
MrBeast poznat je i po svojem čovjekoljublju jer je mnogo puta donirao novac, te na razne načine pomagao drugima i svijetu kao što je sadnja drveća za svaki donirani dolar (Team Trees, 2019.), poklanjanje hrane, cipela i tehnologije (Beast Philantrophy, 2020.), uklanjanje tisuće tona smeća iz oceana, rijeka i plaža (Team Seas, 2021.), financiranje tisuću operacija za ljude s kataraktom (Cataract surgery, 2023.).
MrBeast započeo je svoje čovjekoljublje s videom u kojemu beskućniku daje 10.000 tisuća Američkih dolara, a toliko je dao jer "izgleda bolje u naslovu videja".

## Nagrade

### Streamy Awards
- 2019. Nagrada "Breakout Creator" i dvije nominacije "Ensemble Cast", "Creator of the Year".
- 2020. Nagrade "Creator of the Year", "Live Special", "Social Good: Creator", "Social Good: Nonprofit or NGO".
- 2021. Nagrada "Creator of the Year".
- 2022. Nagrade "Creator of the Year", "Social Good: Creator" i "Brand Engagement", te nominacije "Collaboration", "Creator Product", "Editing", "Social Impact Campagin".
- 2023. Nagrada "Creator of the Year", "Collaboration" i dvije nominacije "Creator Product", "Brand Engagement".

### Annual Shorty Awards
- 2020. Nagrada "YouTuber of the Year"

### Kids' Choice Awards
- 2021. Nominacija "Favorite Male Social Star"
- 2022., 2023. Nagrada "Favorite Male Creator".

### Guinness World Records
- 2021. Svjetski rekord zarade za stvaratelja sadržaja na youtubeu. (trenutni)
- 2022. Svjetski rekord za najveći vegetarijanski hamburger, te kao pojedinačna osoba s najviše pretplatnika na platformi YouTube.
- 2023. Svjetski rekord za dostizanje milijun pratitelja na platformi Threads.